# مالیتش
مالیتش (به چکی: Malíč) یک منطقهٔ مسکونی در جمهوری چک است که در ناحیه لیتومیریتسه واقع شده‌است. مالیتش ۱٫۴۱ کیلومتر مربع مساحت و ۱۵۱ نفر جمعیت دارد و ۲۱۸ متر بالاتر از سطح دریا واقع شده‌است.